# Venus and Mars/Rock Show
"Venus and Mars/Rock Show" é um medley de duas canções escritas por Paul e Linda McCartney originalmente pelos |. São as duas primeiras canções do álbum Venus and Mars.
O single foi lançado nos EUA em 27 de outubro de 1975 e no Reino Unido em 28 de novembro de 1975. O lado B é composto pela canção "Magneto and Titanium Man", outra faixa do álbum. A versão do single é consideravelmente mais curta do que a versão do álbum. "Venus and Mars/Rock Show" atingiu a posição 12 nas paradas do Reino Unido.

## Letra e música
Venus And Mars é uma canção Folk Rock, que representa a expectativa do início de um show. Originalmente quando a canção foi lançada, muitos fãs acreditavam que a música era em relação à Paul e Linda. Paul na época negou, dizendo que se tratava de um amigo imaginágio que tem uma namorada, que é do tipo de pessoa que pergunta o signo antes de dizer olá. Venus And Mars é completamente cantada no tom de D Maior.
Rockshow é uma canção estilo Hard Rock. O coro da canção menciona concertos em Amsterdã, em Nova York no Madison Square Garden e em Los Angeles no Hollywood Bowl. Trechos da canção fazem referência à Silly Willy e sua Phillip Band, e à guitarra de Jimmy Page.

## Lançamento e performances
Ambas canções foram lançadas no álbum ao vivo Wings Over America, em um medley com Jet. Paul McCartney executou esta canção durante a turnê mundial Wings Over The World em 1975 e 1976, e durante sua penúltima turnê Up and Coming Tour entre 2009 e 2010.

## Músicos
- Paul McCartney: Vocais, Baixo e Backing vocals
- Linda McCartney: Teclados, Percussão e Backing vocals
- Denny Laine: Guitarra Base, Órgão e Backing vocals
- Jimmy McCulloch: Violão, Guitarra solo e Backing vocals
- Joe English: Bateria, Percussão